# Vierhoekig kasteel

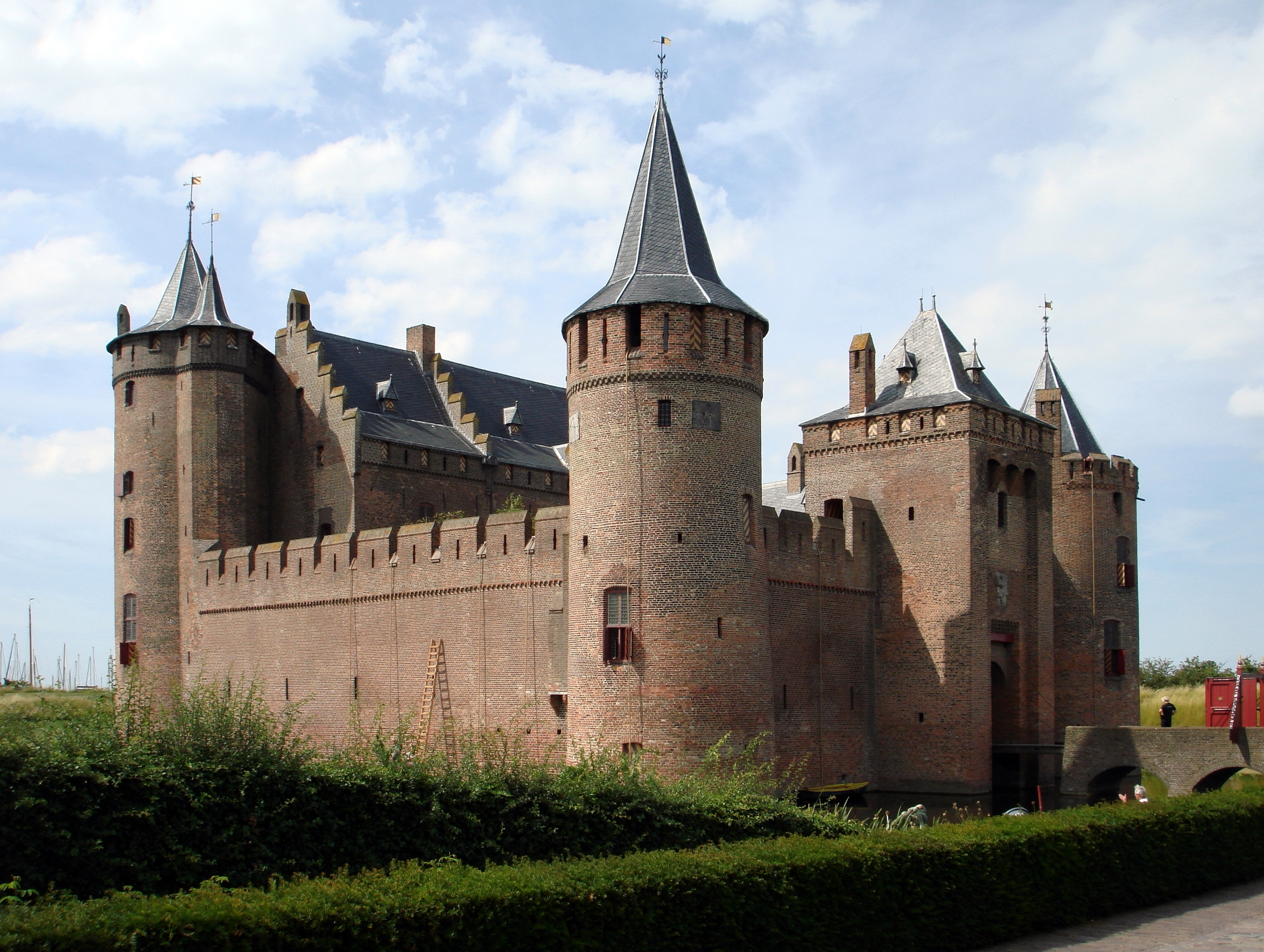
Het Muiderslot is een voorbeeld van een vierhoekig kasteel.

Een vierhoekig kasteel is een type kasteel met een vierkante plattegrond met hoektorens op iedere hoek. In Nederland behoort dit tot de bekendste varianten. Vergeleken met andere types waren zulke kastelen groot en duur en kwamen oorspronkelijk uit Frankrijk, waar zij in het begin van de 13e eeuw ontstonden.
Het is niet met zekerheid te zeggen of Floris V de eerste was die de vierhoekige kastelen in Holland introduceerde. Wel beschikken de kastelen die hij liet bouwen Muiderslot en Medemblik over een klassieke vierkante plattegrond met hoektorens en zonder donjon. Floris bouwde deze kastelen in zijn strijd tegen de West-Friezen. Naast deze kastelen die redelijk zeldzaam waren, liet hij ook vierhoekige kastelen met onregelmatige geplaatste torens bouwen. Voorbeelden hiervan zijn Nieuwburg en Nuwendoorn.
Grotere kastelen kregen vanaf 1300 bijna allemaal een vierkante vorm. Hadden zij nog een andere vorm, dan werden deze zodanig aangepast, zodat het toch een vierhoek werd. 

## Bron
- H.L. Janssen et al (1996): 1000 jaar kastelen in Nederland. Uitgeverij Matrijs. ISBN 90-5345-083-1 pagina: 56-64